# Mezzettiopsis torulosa
Mezzettiopsis torulosa là loài thực vật có hoa thuộc họ Na. Loài này được (Hutch.) Goel mô tả khoa học đầu tiên năm 1990.